# TSV 1880 Wasserburg
Der TSV 1880 Wasserburg ist ein Sportverein aus Wasserburg am Inn, bundesweit bekannt für seine Basketballabteilung. Weitere Abteilungen sind Breitensport, Fußball, Leichtathletik, Radsport, Schneesport, Stadtgarde, Tae-Kwon-Do, Tennis, Tischtennis, Versehrtensport und Volleyball. Der Verein wurde am 9. Juli 1880 gegründet, erster 1. Vorsitzender war der Eisenhändler und Magistratsrat Johann Baptist Manhart.

## Basketball
Die Basketball-Abteilung des Vereines wurde 1955 von Joe Prantl gegründet und zählt heute über 300 Mitglieder. Der Verein unterhält drei Frauen- und zwei Herrenmannschaften. Seit 1999 spielte die erste Damenmannschaft in der 1. Damen-Basketball-Bundesliga (DBBL). Seit 2004 wurde das Team elfmal deutscher Meister und neunmal deutscher Pokalsieger. Bis 2012 leitete Hans Brei die Wasserburgerinnen als Cheftrainer. Sein Name ist untrennbar mit den Erfolgen verbunden.
In der Saison 2014/15 wurde der Verein Deutscher Meister, ohne ein einziges Spiel zu verlieren. Breis Nachfolger als Cheftrainer wurde Bastian Wernthaler, gefolgt von Georg Eichler, der bis Dezember 2017 im Amt blieb. Anschließend übernahm der Bulgare Nikolay Gospodinov das Amt, im August 2018 wurde Sidney Parsons als neue Trainerin eingestellt. Die zweite Damenmannschaft stieg 2007 in die 2. Damen-Basketball-Bundesliga auf und sofort wieder ab. Parsons ging 2021 nach Hannover, neuer Trainer wurde Rüdiger Wichote.
Im Januar 2022 wurde Wichote beurlaubt und durch die bisherige Co-Trainerin Rebecca Thoresen ersetzt, dennoch stieg der Verein in der Saison 2021/22  in die 2. Liga Süd ab. Thoresen gab das Amt im Dezember 2022 ab, zu dem Zeitpunkt stand der TSV auf dem letzten Tabellenplatz der 2. Bundesliga Süd. Rita Quenz und Bastian Wernthaler sprangen als Trainergespann ein.
Im Sommer 2023 wurde Luis Prantl, Enkel des Gründers der Wasserburger Basketball-Abteilung, neuer Trainer der Zweitliga-Damen.

### Ehemalige Spielerinnen (Auswahl)
Stina Barnert, Carla Bellscheidt, Corry Berger, Anne Breitreiner, Svenja Brunckhorst, Emma Cannon, Leonie Fiebich, Katharina Fikiel, Magdalena von Geyr, Wanda Guyton, Laura Hebecker, Carlene Hightower, Jessica Höötmann, Danka Ilić, Cornelia Janzon, Melissa Ann Jeltema, Julia Köppl, Katharina Kühn, Katja Munck, Jezabel Ohanian, Hicran Özen, Elisabeth Pavel, Diana Pop, Dorothea Richter, Ina Schwabenland, Alexandra Shaw, Stella Staudinger, Aljaksandra Tarassawa, Tamara Tatham, Rebecca Thoresen, Mirijam Unger, Stephanie Wagner, Katja Zberch

### Erfolge
- Deutscher Meister: 2004, 2005, 2006, 2007, 2008, 2011, 2013, 2014, 2015, 2016, 2017
- Deutscher Pokalsieger: 2005, 2006, 2007, 2011, 2014, 2015, 2016, 2017, 2018[13]

### Kader der Saison 2022/2023
| Funktion   | Ref.   | Name             | Trainer im Verein seit | Geburtstag | Foto |
| Head Coach | [ 14 ] | Rebecca Thoresen | 2021                   | 29.01.1978 |      |

| Nr. | Ref.          | Name               | Position              | Im Verein seit | Vertrag bis | Geburtstag | Größe  |
| 6   | [ 15 ]        | Levke Brodersen    | Point Guard           | 2021           | 2023        | 27.11.1994 | 1,70 m |
| 7   | [ 16 ]        | Maria Perner       | Shooting Guard        | 2021           | 2023        | 2006       | 1,75 m |
| 11  | [ 17 ]        | Sophie Perner      | Guard                 | 2016 (früher?) | 2023        | 10.10.2000 | 1,76 m |
| 12  | [ 18 ] [ 19 ] | Lena Herold        |                       | 2022           | 2023        | 12.07.2003 | 1,83 m |
| 14  | [ 20 ]        | Christina Schnoor  | Power Forward, Center | 2022           | 2023        | 19.10.1992 | 1,85 m |
| 16  | [ 21 ]        | Lea Schack         | Guard                 |                |             | 20.02.2003 | 1,66 m |
| 22  | [ 22 ]        | Manuela Scholzgart | Shooting Guard        | 2018           | 2023        | 01.06.2000 | 1,72 m |
| 44  | [ 23 ]        | Brittany Autry     | Center                |                |             | 04.02.1998 | 1,86 m |
| ?   | [ 24 ]        | Kiara Szenes       |                       | 2022           | 2023        |            |        |

## Fußball
Die Fußballabteilung wurde im Jahre 1920 gegründet. Die Mannschaft spielte jahrzehntelang lediglich in unteren Spielklassen und schaffte im Jahre 2007 erstmals den Aufstieg in die Bezirksoberliga Oberbayern. Zwischenzeitlich rutschten die Wasserburger wieder in die A-Klasse hinab, ehe 2015 der Aufstieg in die Kreisklasse gelang. Der Verein verpflichtete den aus der Region stammenden Ex-Profi Leonhard Haas und leitete den sportlichen Aufschwung ein. Nach fünf Aufstiegen in Folge erreichten die „Löwen“ im Jahre 2019 die fünftklassige Bayernliga Süd. Dort hielt sich die Mannschaft für drei Jahre, ehe der Abstieg in die Landesliga folgte.
Die Fußballer des TSV Wasserburg spielen im Badria Stadion mit einer Kapazität von 3500 Plätzen, davon 572 überdachte Sitzplätze. Des Weiteren nutzt der Verein das Stadion an der Landwehrstraße mit einer Kapazität von 1000 Stehplätzen.

## Leichtathletik
Größter internationaler Erfolg war der Sieg bei den Juniorenweltmeisterschaften im Zehnkampf durch Eric Kaiser im Jahr 1990.